# Dassault Super Étendard
Il Dassault Super Étendard (dal francese: super e stendardo) è un aereo da attacco al suolo monomotore imbarcato sviluppato a metà degli anni settanta dalla ditta francese Avions Marcel Dassault-Breguet Aviation (AMD-BA).
Impiegato dalla Marine nationale anche nel ruolo antinave, ha partecipato, con le insegne della Aviación Naval argentina, alla guerra delle Falkland. 
Dal 1986 è stato sottoposto a diversi aggiornamenti, denominati standard, che lo portarono ad assumere la designazione definitiva di Super Étendard Modernisé; la sostituzione dell'intera linea francese con i più recenti Rafale M è incominciata alla fine del 2010 nella Flottille 11F e si è completata nel luglio 2016 nella Flottille 17F.
Tutti i Super Étendard della marina francese potevano essere equipaggiati con missili nucleari AN-52 e rappresentavano una componente della forza di dissuasione nucleare francese.

## Storia

### Sviluppo
Verso la fine degli anni sessanta, quando l'Aeronavale era basata sulle attività di volo del Crusader statunitense, l'Étendard IVM/P ed il Breguet Br 1050 Alizé, lo stato maggiore cominciò a valutare l'introduzione di nuovi velivoli per mantenere, la macchina dell'Aviazione Navale, moderna ed affidabile. Sebbene non fossero ancora stati designati i rispettivi successori dell'Alizé e del Crusader, per l'Étendard vi era già un bando di concorso al quale risposero all'appello la versione navale del cacciabombardiere franco-britannico SEPECAT Jaguar ed il rinnovato Douglas A-4M Skyhawk II.
Fra i due velivoli, il Jaguar si mostrò essere il favorito sia per le proprie capacità operative che per essere frutto di un progetto coinvolgente l'industria nazionale francese.
Il problema che ne frenò l'acquisizione, però, fu costituito dal suo peso: ciò che lo qualificava a pieno titolo come un cacciabombardiere, lo penalizzava fortemente nello svolgere le operazioni di decollo ed atterraggio su portaerei. Una sua adozione da parte della Marine nationale avrebbe dovuto far scendere il numero di esemplari dal centinaio originariamente previsto a circa 75 unità, poiché i fondi rimanenti sarebbero stati utilizzati per i grandi lavori di irrobustimento delle catapulte e del ponte di volo delle portaerei Clemenceau e Foch.
Il 17 gennaio del 1973, il Ministero della difesa francese formulò un'ufficiale richiesta alla ditta aerospaziale AMD-BA di valutare la costruzione di un Étendard più moderno e dal quale nacque il nome di progetto Super Étendard.

Divenuto ormai fondamentale il requisito di "aereo nazionale", ossia prodotto e concepito senza l'intervento di ditte straniere, il 19 gennaio 1973 l'allora primo ministro Michel Debré, confermò la volontà di fare del Super Étendard l'aeromobile polivalente dell'Aeronavale.
Nel settembre del 1973, il governo francese firmò con la AMD-BA un ordine di 100 Super Étendard, inclusi 3 prototipi che, per ragioni economiche, furono degli Étendard IVM opportunamente modificati. Le direttive di sviluppo emanate successivamente dalla marina francese, riguardo alle implementazioni da apportare sui velivoli di serie, portarono ad un incremento dei costi di produzione tale da ridurre a 71 aeromobili l'ordine d'acquisto inizialmente inoltrato. Le consegne, incominciate il 28 giugno 1978 sulla base aerea 106 di Bordeaux-Mérignac, si conclusero nel 1983.
- il primo prototipo, il Super-Étendard 01 è l'Étendard IVM n°68, primo volo il 28 ottobre 1974
- il secondo prototipo, il Super-Étendard 02 è l'Étendard IVM n°18, primo volo il 28 marzo 1975
- il terzo prototipo, il Super-Étendard 03 è l'Étendard IVM n°13, primo volo il 9 marzo 1975 (a sua volta riconvertito Étendard IVM n.13)
- il quarto prototipo, il primo vero prototipo, primo volo il 3 ottobre 1975
- il primo aereo di serie, il Super-Étendard 1 fa il suo primo volo il 24 novembre 1977

### Tecnica
Basato sulla cellula del precedente Étendard IVM, il SUE differiva principalmente per l'adozione di un nuovo propulsore SNECMA Atar 8K50 privo di postbruciatore, per una maggiore ipersostentazione, dovuta alle nuove appendici applicate anche sulle estremità alari ripiegabili, ed un'incrementata capacità di carico esterna.
La fusoliera è a sezione pressoché circolare-ellittica, il muso, inclinato verso il basso, concede una migliore visibilità all'appontaggio. I piani orizzontali sono collocati sul timone verticale in posizione intermedia, posizione ideale per consentire una buona manovrabilità agli elevati angoli d'attacco richiesti per le operazioni su portaerei. Il carrello d'atterraggio, di larga carreggiata, è sistemato nelle ali; anteriormente all'abitacolo prende posto il comparto avionica con il radome del radar ed una sonda retrattile per il rifornimento in volo.

Le prese d'aria semicircolari, infine, sono di semplice costruzione e costituite da elementi parzialmente mobili.

#### Avionica
L'avionica del Super Étendard è stata più volte revisionata nel corso della sua attività operativa.

Essa aveva come elemento principale il radar Thomson-CSF AGAVE I, successivamente sostituito dal più moderno ANÈMONE, collocato nella parte anteriore del muso. L'AGAVE era un sistema multimodale con capacità di navigazione e combattimento aria-aria, progettato principalmente per i naval/maritme strike.

Un SAGEM-Kearfott ETNA Navigation-Attack System, il quale comprendeva un INS (Inertial Navigation System) integrato, un Head-up display Thomson-CSF ve-120, un display di navigazione, un radio altimetro, ed un radiofaro TACAN, completava la dotazione.
Infine, per l'impiego su aeroporti o basi non militari, il SUE era dotato di un VOR compatibile con la versione civile ed assieme a questo di un Radar Warning Receiver per l'auto-difesa.

#### Armamento
L'aereo è compatibile con la quasi totalità degli armamenti a disposizione delle FF.AA. francesi, sia tattici che strategici.

Il velivolo è abilitato al trasporto di armamento nucleare; questo originariamente era costituito da una bomba AN-52 in seguito rimpiazzata dall'ASMP.

Erano inoltre disponibili una discreta varietà di bombe convenzionali che vennero affiancate anche da quelle a guida laser, a partire dallo Standard 3, da razziere e missili Matra R.550 Magic ed Exocet.

### Impiego operativo

#### Argentina

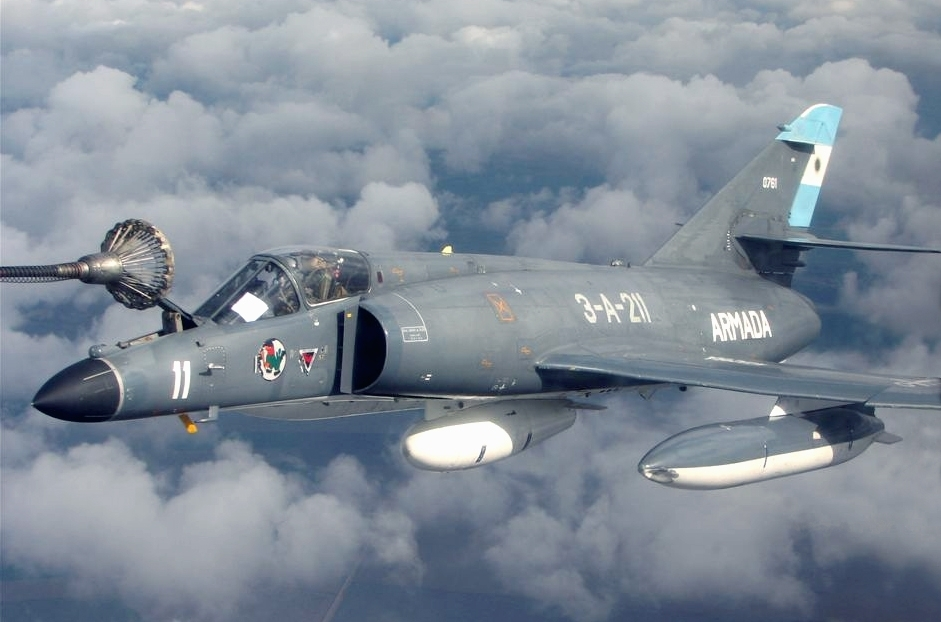
Rifornimento in volo di un Super Étendard argentino appartenente alla 2da Escuadrilla dell'Aviación Naval.

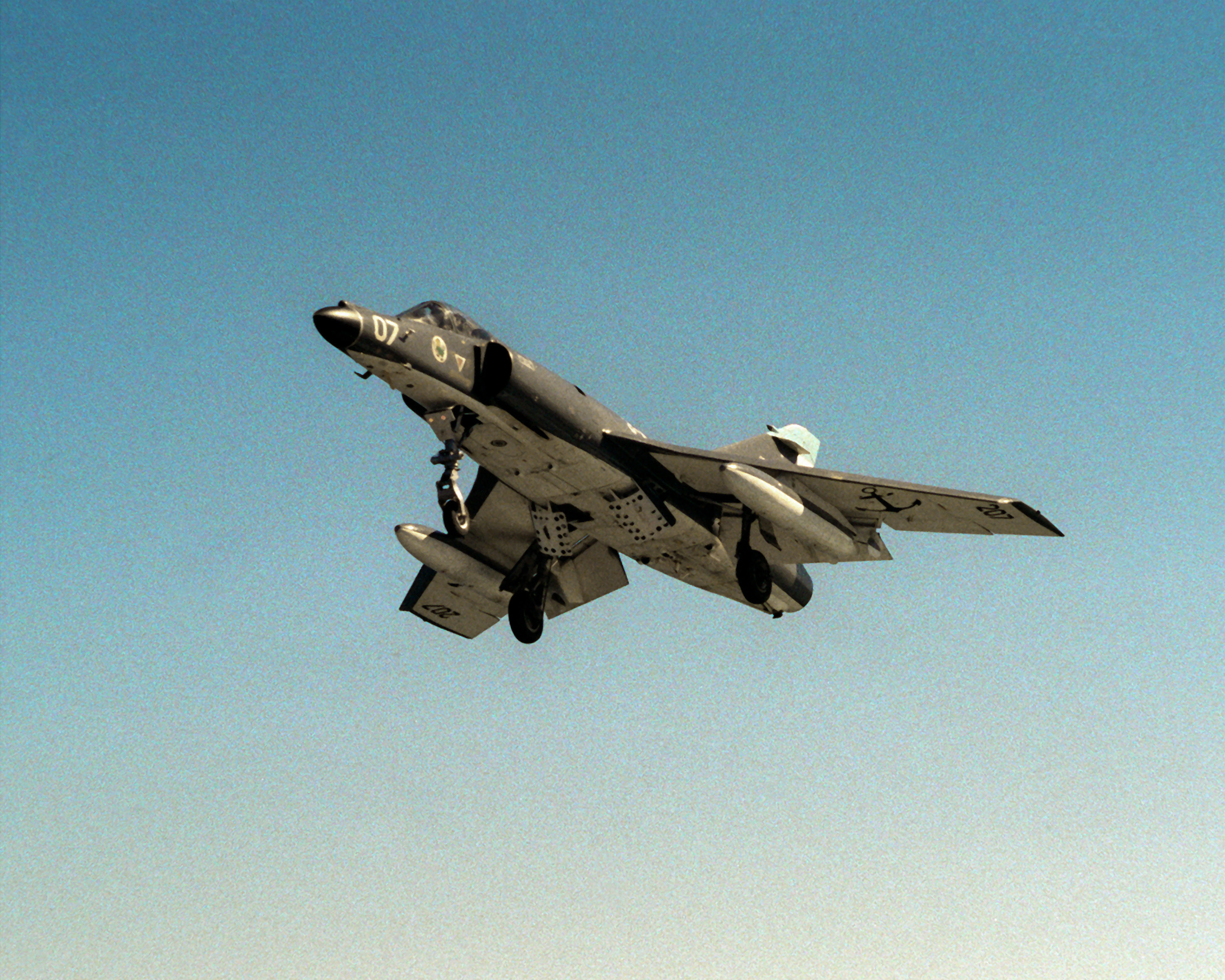
Un Super Étendard in avvicinamento alla portaerei statunitense.

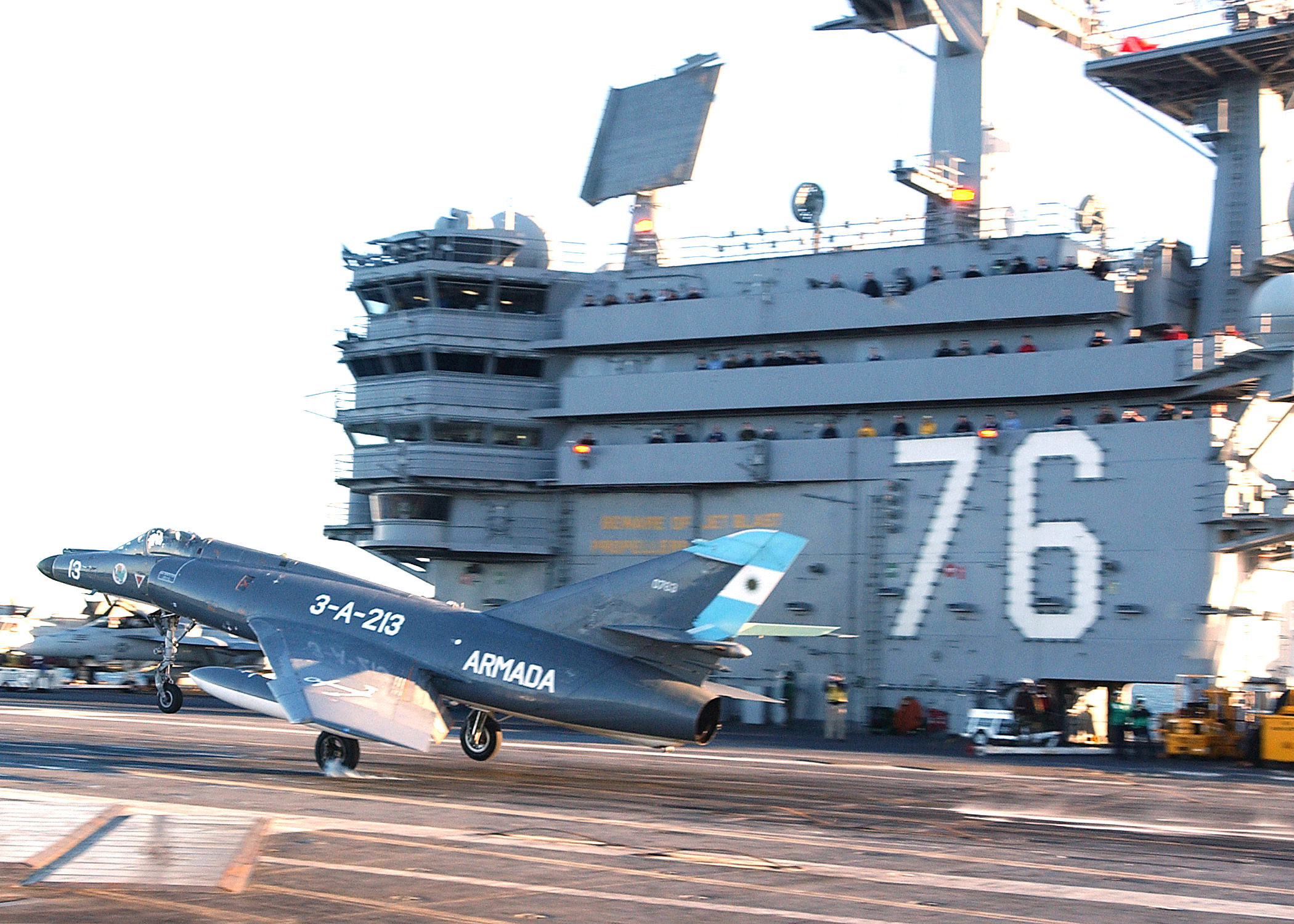
Touch and go sulla durante un'esercitazione congiunta fra United States Navy ed Armada de la República Argentina.

I Super Étendard sono tuttora in servizio con l'Aviación Naval, interessata ad una cooperazione con l'industria francese per l'aggiornamento dei velivoli di cui è attualmente in possesso. Inoltre, la sostituzione dei SEM dell'Aéronautique navale con i Rafale M, potrebbe consentire all'Argentina di acquisire altri 54 esemplari ingrandendo la propria flotta, ma questa possibilità al 2015 non era più di attualità.
L'ANA formulò un ordine d'acquisto di 14 Super Étendard nel 1979, in seguito all'embargo militare voluto dagli USA come dura risoluzione nei confronti del governo argentino per la guerra sporca all'epoca in pieno svolgimento; l'embargo rese impossibile la consegna dei pezzi di ricambio per gli A-4Q Skyhawk. 
Assegnati alla 2ª Escuadrilla Aeronaval, i piloti argentini destinati al pilotaggio dei SEM si addestrarono in Francia fra il novembre 1980 e l'agosto 1981 ma allo scoppio del conflitto delle Falkland-Malvinas, questi ancora non avevano completato la conversione sul nuovo aeromobile.
Tra l'agosto ed il novembre 1981, solo cinque Super Étendard e cinque Exocet furono consegnati all'Argentina.
I SEM durante il conflitto non operarono dalla loro portaerei, costretta in porto a causa della minaccia dei sottomarini inglesi che già affondarono l'incrociatore ARA General Belgrano, bensì dalla base aerea di Rio Grande
Il primo degli Exocet utilizzati, in data 4 maggio, danneggiò il cacciatorpediniere britannico HMS Sheffield, posto in ricognizione della flotta. La spoletta dell'Exocet non funzionò correttamente, impedendo quindi l'esplosione della testata di guerra; ciò nonostante il carburante inutilizzato del missile fu sufficiente per provocare un incendio sullo Sheffield che affondò cinque giorni dopo per il collasso della sua struttura in alluminio. Il secondo missile, lanciato da un altro SUE in formazione, venne deviato terminando la sua corsa a prora di una fregata della Royal Navy.
Il quinto ed ultimo missile, venne lanciato in un disperato attacco di una formazione argentina alla portaerei britannica HMS Invincible. Venne, però, intercettato dalle unità di scorta all'ammiraglia e due Skyhawk che presero parte all'azione, furono abbattuti.
Una volta terminato il conflitto, i Super Étendard completarono la loro qualifica all'appontaggio sulla portaerei argentina ARA Veinticinco de Mayo fino alla sua definitiva radiazione, avvenuta nel 1990. Dal 2001, i piloti che necessitano della qualificazione per operare su portaerei, svolgono l'attività di volo presso la portaerei brasiliana São Paulo o durante le esercitazioni Gringo-Gaucho, in cui si eseguono vari touch-and-go sulle portaerei statunitensi in transito.
Dei 14 esemplari acquistati nel 1979, i 10 aerei superstiti all'aprile 2019 erano a terra per mancanza di parti di ricambio, che si cercava di acquistare già dal 2014. Il 5 ottobre 2017, fu siglato un accordo di 14 milioni di euro con la Francia, che prevedeva l’acquisto di 5 Super-Etendard Modernisé nel loro ultimo aggiornamento (seriali 1, 31, 41, 44 e 51). All’interno dell'accordo erano compresi anche dieci motori Snecma Atar 8K50, ricambi, documentazione e simulatori di volo per l’addestramento dei piloti che vi dovevano essere destinati. Quest'ultima variante era dotata dei visori notturni (NVG), omologata per impiego di bombe laser-guidate Paveway e fu sottoposta ad aggiornamenti dei sistemi di navigazione e d’attacco. I cinque SEM erano destinati alla 2ª Escuadrilla Aeronaval de Caza y Ataquecon già dotata vecchi SEM superstiti. Il 17 maggio 2023, però, il ministro della Difesa argentino, Jorge Taiana, formalizzò il non ritorno in servizio, sia dei modelli originali acquistati nel 1979, sia di quelli acquistati di seconda mano dalla Francia nel 2017.

#### Francia

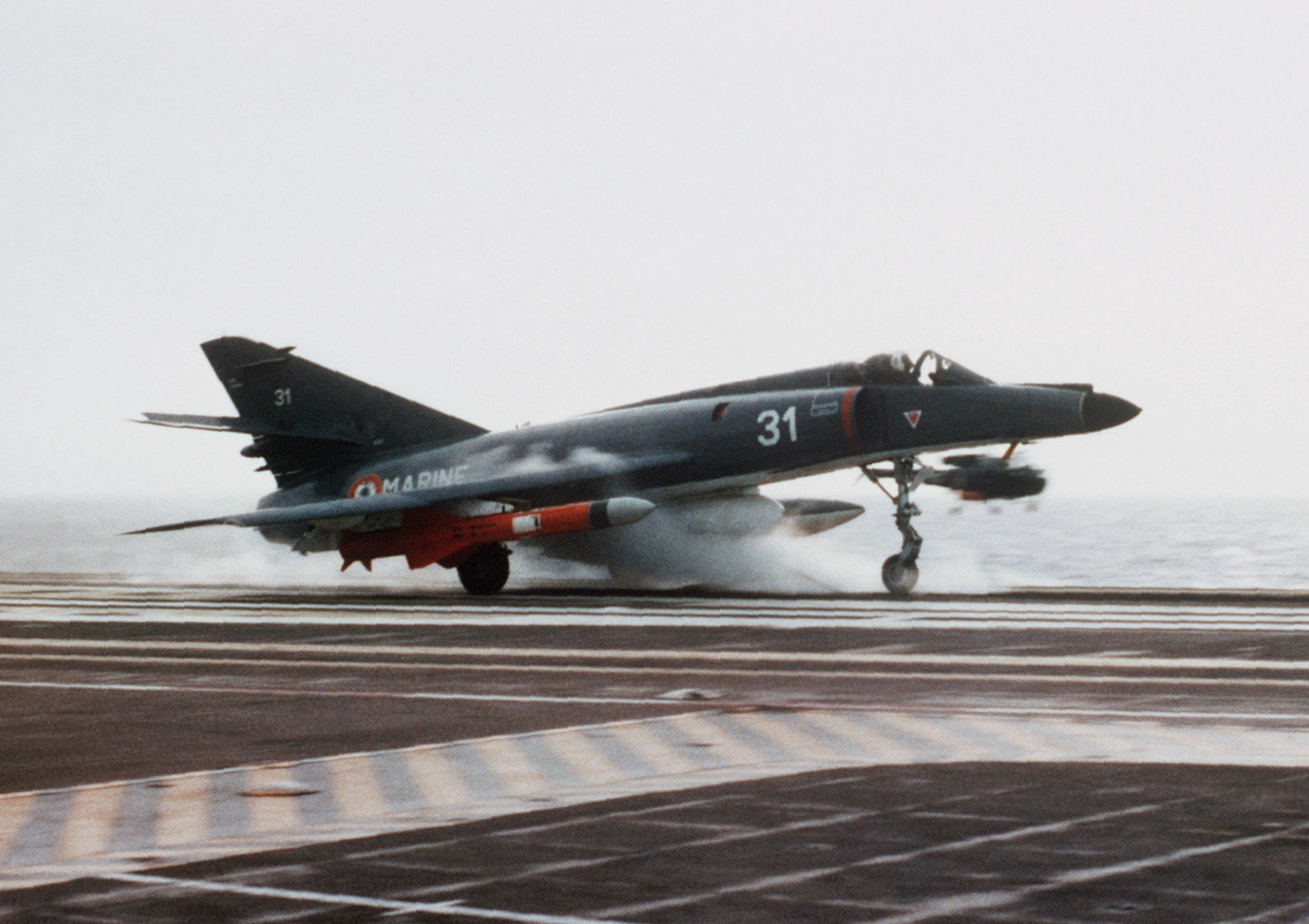
Un Super Étendard dell'Aéronavale, in fase di decollo dalla armato di Exocet nel 1983.

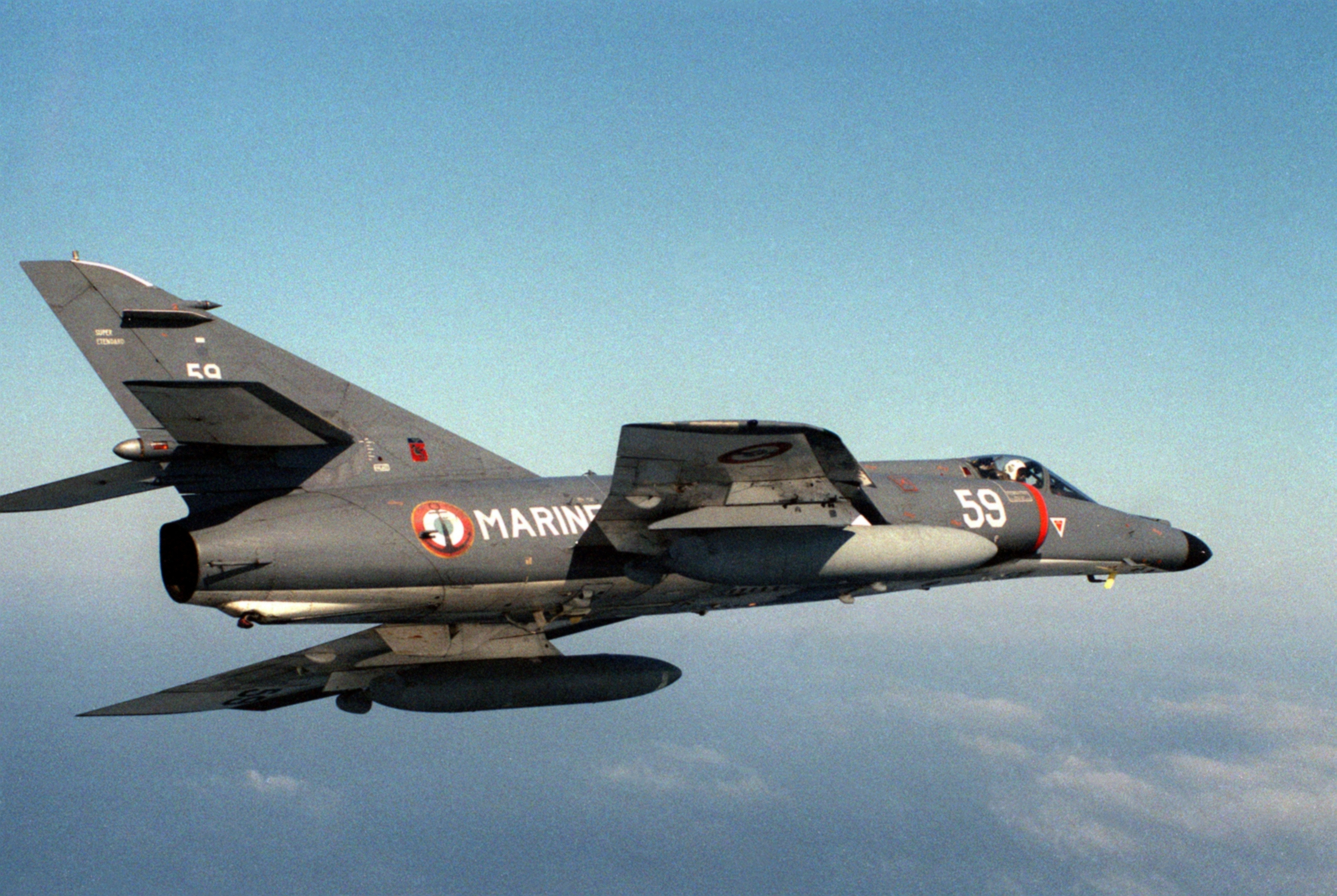
Un Super Étendard dell'Aéronavale in volo nel 1988.

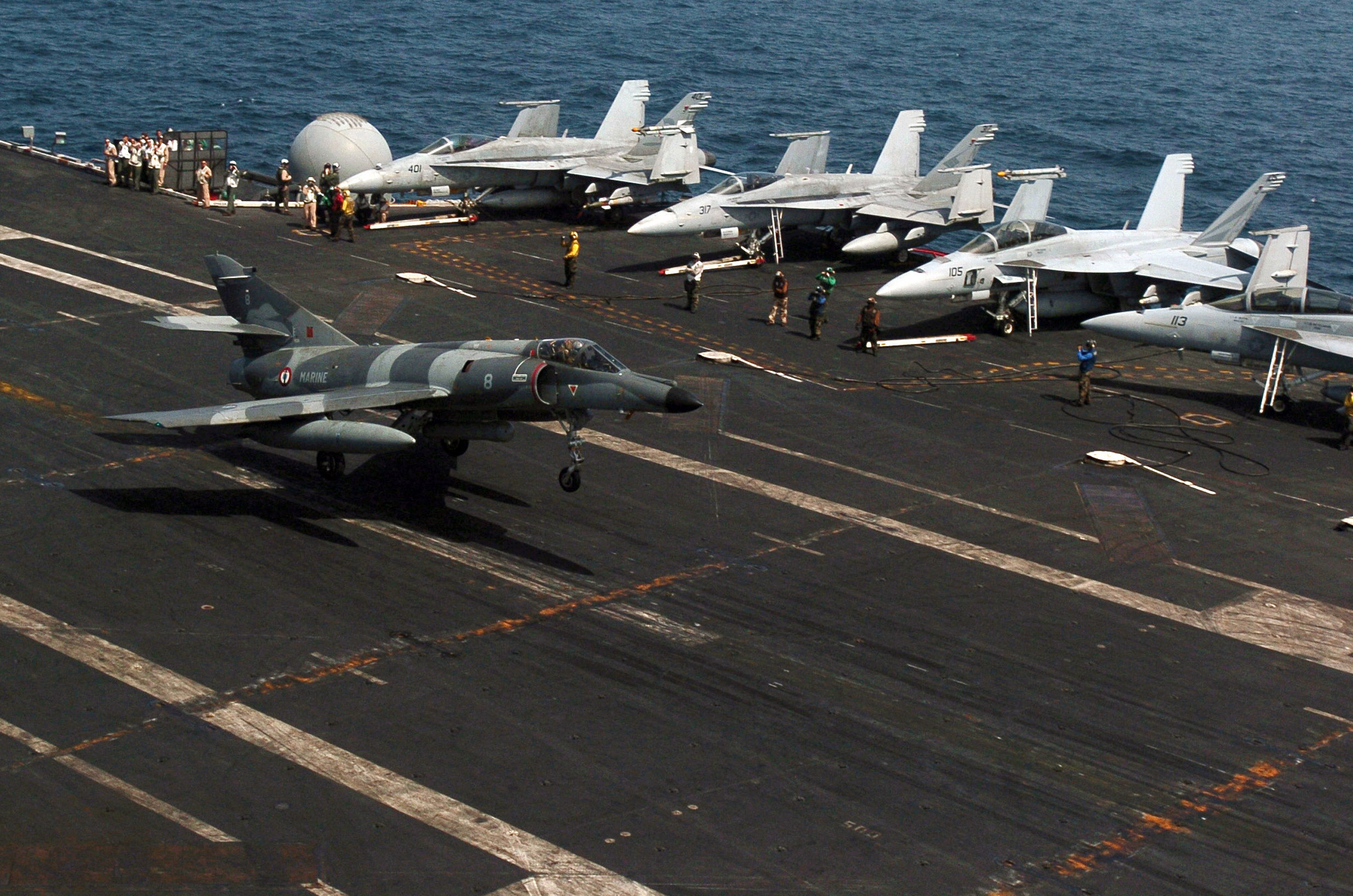
Un Super Étendard dell'Aéronavale, in fase d'appontaggio sulla nel Mar Arabico nel 2007.

I velivoli della Marine Nationale, parteciparono a numerose missioni che li videro impegnati in diverse aree geografiche europee e mediorientali: quali Bosnia, Afghanistan e Libano.
In quest'ultimo teatro operativo ottennero notorietà nel 1983, quando bombardarono delle postazioni d'artiglieria siriane.
Durante la guerra del Kosovo, la flottille 11F venne rischierata sulla portaerei Foch, che giunse nel mar Adriatico il 26 gennaio del 1999.
Chiamati a supportare l'operazione di sorveglianza costiera Trident 1, furono utilizzati anche nei bombardamenti, ad inizio conflitto contro la Serbia il 24 marzo. 
La Foch mantenne a bordo 14 SEM Standard 3 dodici dei quali, organizzati in sei pattuglie da due velivoli ciascuna, erano costantemente mantenuti in allerta pronti al decollo in 30 minuti.
I ruoli principali ricoperti dai velivoli furono quelli di supporto aereo ravvicinato e di interdizione aerea (Battlefield Air Interdiction).
Nel 2001 la Charles de Gaulle, in rotta per l'Oceano Indiano, accolse a bordo piloti e velivoli delle flottille 11F e 17F partecipanti all'operazione Herclés, corrispettivo francese di Enduring Freedom, i quali presero parte ai bombardamenti delle postazioni talebane e terroristiche su territorio afghano.
Dal 20 dicembre, vennero effettuate 200 sortite per un totale di circa 2 000 ore di volo.
Il ritiro dal servizio attivo è stato deciso nel giugno 2014, con effetto nel luglio 2016. L'ultimo catapultaggio di un Super-Étendard della 17F, pilotato dal comandante della flottiglia, ha avuto luogo il 16 marzo 2016 dalla portaerei Charles de Gaulle. L'aereo non è più imbarcato sulla Charles de Gaulle da questa data. Dopo la partecipazione ad un ultimo meeting aereo a Biscarrosse il 22 maggio, i SEM sono ufficialmente ritirati dal servizio nel corso di una cerimonia il 12 luglio 2016 sulla base dell'aeronautica navale di Landivisiau.

#### Iraq
Cinque Super Étendard, furono forniti in leasing all'Iraq., dal 1983 al 1985, a causa dei ritardi accumulati dalla consegna dei radar AGAVE destinati ai Dassault Mirage F1, ancora incapaci di utilizzare gli Exocet in possesso dell'Al-Quwwat al-Jawwiyya al-'Iraqiyya, l'aviazione militare irachena. Nell'ambito della guerra Iran-Iraq, durante la primavera-estate del 1984, tre SUE vennero intercettati dagli F-14 Tomcat dell'iraniana Niru-ye Havayi-ye Artesh-e Jomhuri-ye Eslami-e Iran; due di questi furono abbattuti mentre il terzo riuscì a rientrare alla base nonostante fosse gravemente danneggiato. Solo tre unità rientrarono in Francia al termine del prestito.

## Versioni

Un Super Étendard francese esibisce la livrea speciale dedicata al Tiger Meet

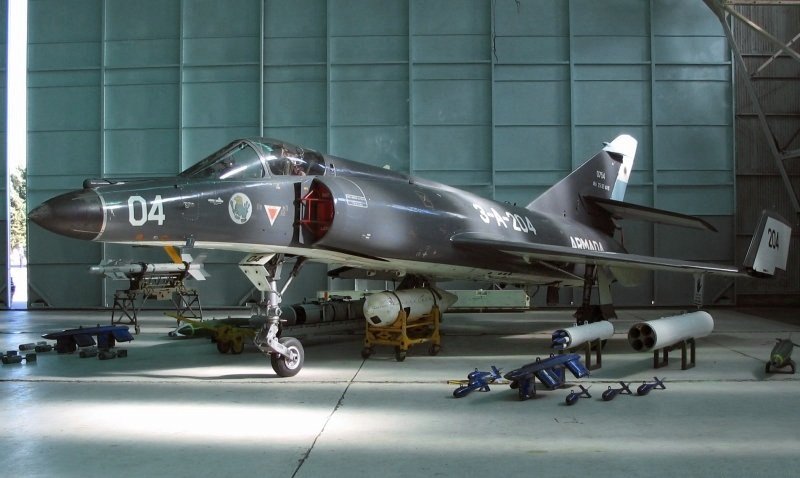
Il SUE 204 argentino autore dell'affondamento dellAtlantic Conveyor

Super Etendard standard 1
Versione originale del velivolo, denominata in alternativa SUE (SUper Etendard); 1978.
Super Etendard Modernisé standard 2 SEM
Primo di una serie di rinnovamenti del velivolo, quello del 1986 interessò: il computer di bordo, sostituito da un UAT90, l'installazione di un SGU (Symbol Generator Unit) per l'interfaccia grafica delle informazioni visualizzate, ridistribuzione degli strumenti analogici sul cockpit.
Vennero installati anche un Head-up display ed un Multi-Function Display, sui quali sono riportate le informazioni di missione provenienti dal radar, dal pod Atlis e dalla strumentazione di volo.
L'HUD è composto, inoltre, da un collimatore all'infinito dimodoché, il pilota, non debba affaticarsi nel mettere a fuoco la strumentazione analogica, passando dallo schermo, e viceversa.
Super Etendard Modernisé standard 3 SEM
Con l'aggiornamento effettuato nel 1993, denominato standard 3, il Super Étendard fu oggetto di un generale rinnovamento della suite elettronica. Il radar AGAVE venne sostituito da un radar doppler ANÉMONE (Appareil Numérisé pour l'Exploitation des Mouvements d'Objectifs Navals Éloignés), prodotto dalla Dassault Systèmes, il quale raddoppiava le capacità di ingaggio ed inseguimento bersagli sia nella modalità aria-superficie che in quella esclusivamente aerea.
L'Aéronautique navale, tuttavia, volle mantenere la possibilità di equipaggiare i suoi aeromobili con l'AGAVE adottando una case d'adattamento interfaccia radar. Infine, venne ampliata la gamma di armi trasportabili grazie al pod Atlis II, col quale il SEM avrebbe potuto operare sia col missile aria-terra AS-30L, che con le Paveway di I generazione come la GBU-12.
Super Etendard Modernisé standard 4 SEM
Upgrade effettuato nel 1996. Grazie a queste modifiche furono potenziate le capacità d'auto-difesa del velivolo installando, su due nuovi punti d'aggancio, un dispenser chaff ed uno di flare, più pod ECM (Electronic Counter Measures) Barracuda e Phirmat.
A sostituzione del cannone, nella fusoliera venne introdotto un pod da ricognizione fotografica composto da una camera elettro-ottica ed un magnetoscopio.
I Dassault SEM S.4, furono impiegati in azione per la prima volta nel 2002, durante l'Operazione Héraclès, nei cieli dell'Afghanistan.
Super Etendard Modernisé standard 5 SEM
Ultimo aggiornamento, effettuato nel 2008, compiuto sui Super Étendard Modernisé. Ha come obiettivo principale quello di estendere il limite di vita operativa dei Super Étendard fino alla loro radiazione.
Il nuovo equipaggiamento comprende l'illuminatore laser Damoclès ed un sistema FLIR (Forward Looking Infra-Red) sviluppato dal gruppo Thales.
Grazie a queste modifiche i SEM S.5 sono in grado di lanciare anche le più recenti Enhanced Paveway dotate di una doppia guida laser/GPS e facenti parte delle munizioni AASM (Armement Air-Sol Modulaire), recentemente acquisite anche dall'Armée de l'air, e sviluppate dalla Sagem Défense Sécurité.

## Utilizzatori

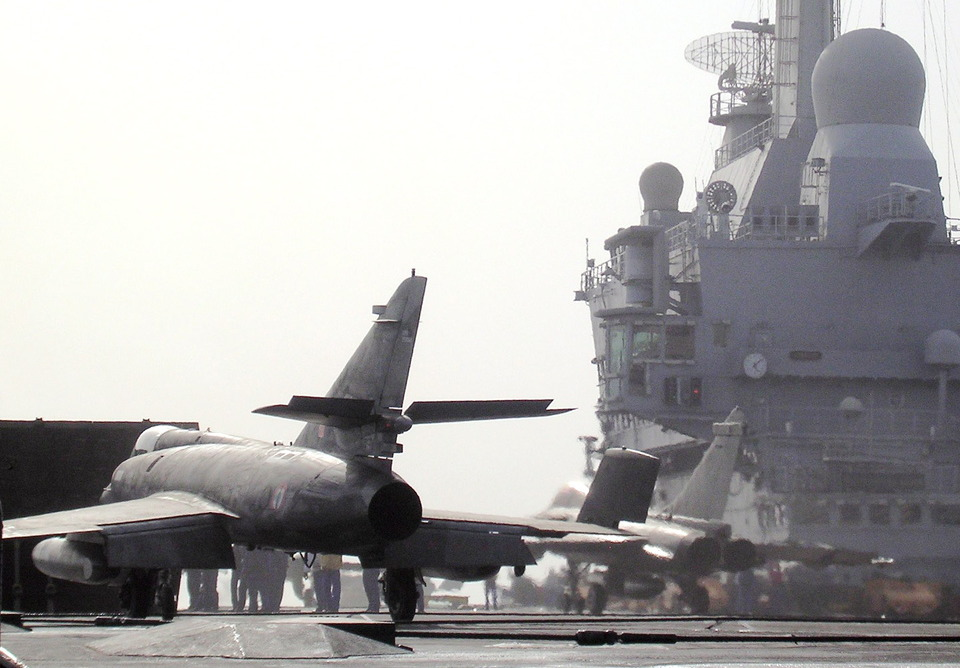
Fasi pre-volo per SUE e Rafale M sulla portaerei.

Francia
- Aéronautique navale

100 esemplari ordinati; consegne ridotte a 71 unità causa tagli del bilancio. 
Flottille 11F sulla BAN Landivisiau dal settembre 1978 al settembre 2011, destinati anche ad attacco nucleare
Flottille 14F sulla BAN Landivisiau dal giugno 1979 al 1º luglio 1991
Flottille 17F sulla BAN Hyères-Le Palyvestre dal settembre 1980 al luglio 1993 e sulla BAN Landivisiau dal luglio 1993 al 12 luglio 2016
 Argentina
- Comando de Aviación Naval

14 unità consegnate di cui 5 arrivate prima della Guerra delle Falkland. I 10 aerei superstiti all'aprile 2019 non erano in grado di volare perché erano a terra per mancanza di parti di ricambio già dal 2014. Il 5 ottobre 2017 fu siglato per quattordici milioni di euro l’acquisto di 5 Super-Etendard Modernisé nel loro ultimo aggiornamento (seriali 1, 31, 41, 44 e 51), all’interno di un pacchetto che comprendeva anche dieci motori aeronautici a turbogetto Snecma Atar 8K50 (motori montati dal jet in questione), ricambi, documentazione e simulatori di volo per l’addestramento dei piloti che vi dovevano essere destinati. Quest'ultima variante era dotata dei visori notturni (NVG), omologata per impiego di bombe laser-guidate Paveway e fu sottoposta ad aggiornamenti dei sistemi di navigazione e d’attacco. I cinque SEM furino destinati alla Base Aeronaval Comandante Espora (BACE) sulle coste orientali dell’Argentina, dove si trovava l'Escuadra Aeronaval N° 3 e la 2° Escuadrilla Aeronaval de Caza y Ataquecon già dotata dei vecchi SEM. Il 17 maggio 2023 è stato annunciato il ritiro sia i modelli originali acquistati nel 1979 sia quelli acquistati di seconda mano dalla Francia nel 2018.
 Iraq
- Al-Quwwat al-Jawwiyya al-'Iraqiyya

5 Super Étendard in prestito dalla marina francese nel triennio 1983/85.

### Monografie
- (EN) Christopher Chant, Super Etendard, in Super Profile, Haynes Manuals Inc., 1983,  p. 56, ISBN 978-0-85429-378-0.
- (FR) Alain Pelletier, AMD «Etendard» «Super-Etendard», Ouest-France, 1992,  p. 32, ISBN 978-2-85882-566-0.
- (FR) Frederic Lert, Dassault Super Etendard: De l'Etendard IV au Standard Modernise, in Les Materiels de l'Armée de l'Air e de l'Aéronavale, vol. 10, Histoire and Collections, 2011,  p. 64, ISBN 978-2-35250-175-6.
- (ES) Jorge Felix Núñez Padin, Dassault Super Etendard, in Aeronaval, vol. 30, Padin, 2012,  p. 44, ISBN 978-987-1682-12-6.

### Altre pubblicazioni
- (EN)  Taylor, John W.R.(ed). Jane's All The World's Aircraft 1982-83. London: Jane's Yearbooks, 1982. ISBN 0-7106-0748-2.
- (FR) Shahram Chubinsem, La France et le Golfe : opportunisme ou continuité ?, in Politique étrangère, vol. 48, n. 4, 1983,  pp. 879-887, DOI:10.3406/polit.1983.5710.
- (EN)  Jackson, Paul. "France's Superior Standard". Air International, February 1986, Vol 30 No 2. Bromley, UK:Fine Scroll. ISSN 0306-5634. pp. 49–69.
- (EN)  Michell, Simon. Jane's Civil and Military Aircraft Upgrades 1994-95. Coulsdon, UK:Jane's Information Group, 1994. ISBN 0-7106-1208-7.
- (EN)  Donald, David and Jon Lake. Encyclopedia of World Military Aircraft. London, Aerospace Publishing, Single Volume Edition, 1996. ISBN 1-874023-95-6.
- (ES)  Huertas, Salvador Mafé. "Super Etendard in the Falklands: 2ª Escuadrilla Aeronaval de Caza y Ataque". Wings of Fame. Volume 8, 1997. London:Aerospace Publishing. ISBN 1-86184-008-X.
- (EN)  Ripley, Tim. " Directory:Military Aircraft.". Flight International, 25–31 May 2004. Sutton, UK:Reed Business Press. pp. 38–73.
- (FR)  Grolleau, Henri-Paul. "The Aéronavale Spearhead". Air International, January 2008, Vol 64 No 1. Stamford, UK:Key Publishing. ISSN 0306-5634. pp. 38–43.

### Velivoli comparabili
Francia
- Dassault Étendard II
- Dassault Étendard IV
- Dassault Étendard VI

 Stati Uniti
- Douglas A-4 Skyhawk
- Vought A-7 Corsair II